# Едмістон (Нью-Йорк)
Едмістон (англ. Edmeston) — місто (англ. town) в США, в окрузі Отсего штату Нью-Йорк. Населення — 1907 осіб (2020).

## Демографія
Згідно з переписом 2010 року, у місті мешкало 1826 осіб у 682 домогосподарствах у складі 472 родин. Було 847 помешкань
Расовий склад населення:
| - 97,6 % — білих - 0,5 % — азіатів - 0,3 % — чорних або афроамериканців |

До двох чи більше рас належало 0,9 %. Частка іспаномовних становила 1,5 % від усіх жителів.
За віковим діапазоном населення розподілялося таким чином: 23,7 % — особи молодші 18 років, 61,3 % — особи у віці 18—64 років, 15,0 % — особи у віці 65 років та старші. Медіана віку мешканця становила 42,0 року. На 100 осіб жіночої статі у місті припадало 97,2 чоловіків;  на 100 жінок у віці від 18 років та старших — 99,0 чоловіків також старших 18 років.
Середній дохід на одне домашнє господарство  становив 68 399 доларів США (медіана — 56 071), а середній дохід на одну сім'ю — 78 548 доларів (медіана — 64 911). Медіана доходів становила 36 563 долари для чоловіків та 36 750 доларів для жінок. За межею бідності перебувало 10,9 % осіб, у тому числі 16,0 % дітей у віці до 18 років та 8,8 % осіб у віці 65 років та старших.
Цивільне працевлаштоване населення становило 845 осіб. Основні галузі зайнятості: освіта, охорона здоров'я та соціальна допомога — 28,5 %, фінанси, страхування та нерухомість — 15,7 %, виробництво — 9,9 %, роздрібна торгівля — 9,7 %.